# 科米萨罗夫河
科米萨罗夫河（俄语：Река Комиссаровский）是滨海边疆区丘古耶夫卡区的河流，源起科米萨罗夫山，向西南方向流，流域内多雪松和橡树，长18公里，在距河口24公里处的列索戈列村注入奥特科斯纳亚河，河上有一条电线和一座桥新土河。

## 引用
1. ↑  . Verumwiki.   [2023-12-10]. （原始内容存档于2023-12-10） （俄语）.